# Rezolucja Rady Bezpieczeństwa ONZ nr 136
Rezolucja Rady Bezpieczeństwa ONZ nr 136 została przyjęta jednomyślnie 31 maja 1960 r.
Po przeanalizowaniu wniosku Togo o członkostwo w Organizacji Narodów Zjednoczonych, Rada zaleciła Zgromadzeniu Ogólnemu przyjęcie tego państwa do swojego grona.